# 小絹駅
小絹駅（こきぬえき）は、茨城県つくばみらい市小絹にある関東鉄道常総線の駅。常総ニュータウン絹の台・きぬの里地区に近い駅である。

## 概要
当駅はつくばみらい市（旧・谷和原村）に位置し、谷和原地区中心市街地、小目沼橋の最寄り駅である。

## 歴史
- 1913年（大正2年）11月1日：常総鉄道開業と同時に設置[1]。
- 1945年（昭和20年）3月30日：筑波鉄道（初代）との合併により、常総筑波鉄道の駅となる[1]。
- 1963年（昭和38年）：駅舎を改築。
- 1965年（昭和40年）6月1日：鹿島参宮鉄道との合併により、関東鉄道の駅となる[1]。
- 1983年（昭和58年）5月31日：新守谷駅 - 当駅 - 水海道駅間が複線化される[1]。
- 1990年（平成2年）4月27日：住宅・都市整備公団・谷和原村の協力により、駅舎を改築[3]。
- 2002年（平成14年）6月：小絹駅周辺が自転車等放置整理区域に指定される。
- 2009年（平成21年）3月14日：ICカードPASMO供用開始[4][1]。
- 2010年（平成22年）2月16日：一部時間帯について駅員無配置となる[1][5]。
- 2013年（平成25年）2月16日：原則として終日、駅員無配置となる[6]。
- 2019年（平成31年）詳細時期不明：ホーム4両分嵩上げ。

## 駅構造
相対式ホーム2面2線を有する地上駅。ホーム上に桜の大木がある。取手寄りに構内踏切があり、上り取手方面ホームには複線区間の駅では唯一の待合室がある。駅舎は三角屋根を持ち、入口左手にはスロープがある。ホームは2019年に、4両分が嵩上げされた。

### のりば
| 番線 | 路線    | 方向 | 行先             |
| ---- | ------- | ---- | ---------------- |
| 1    | ■常総線 | 下り | 水海道・下館方面 |
| 2    | ■常総線 | 上り | 守谷・取手方面   |

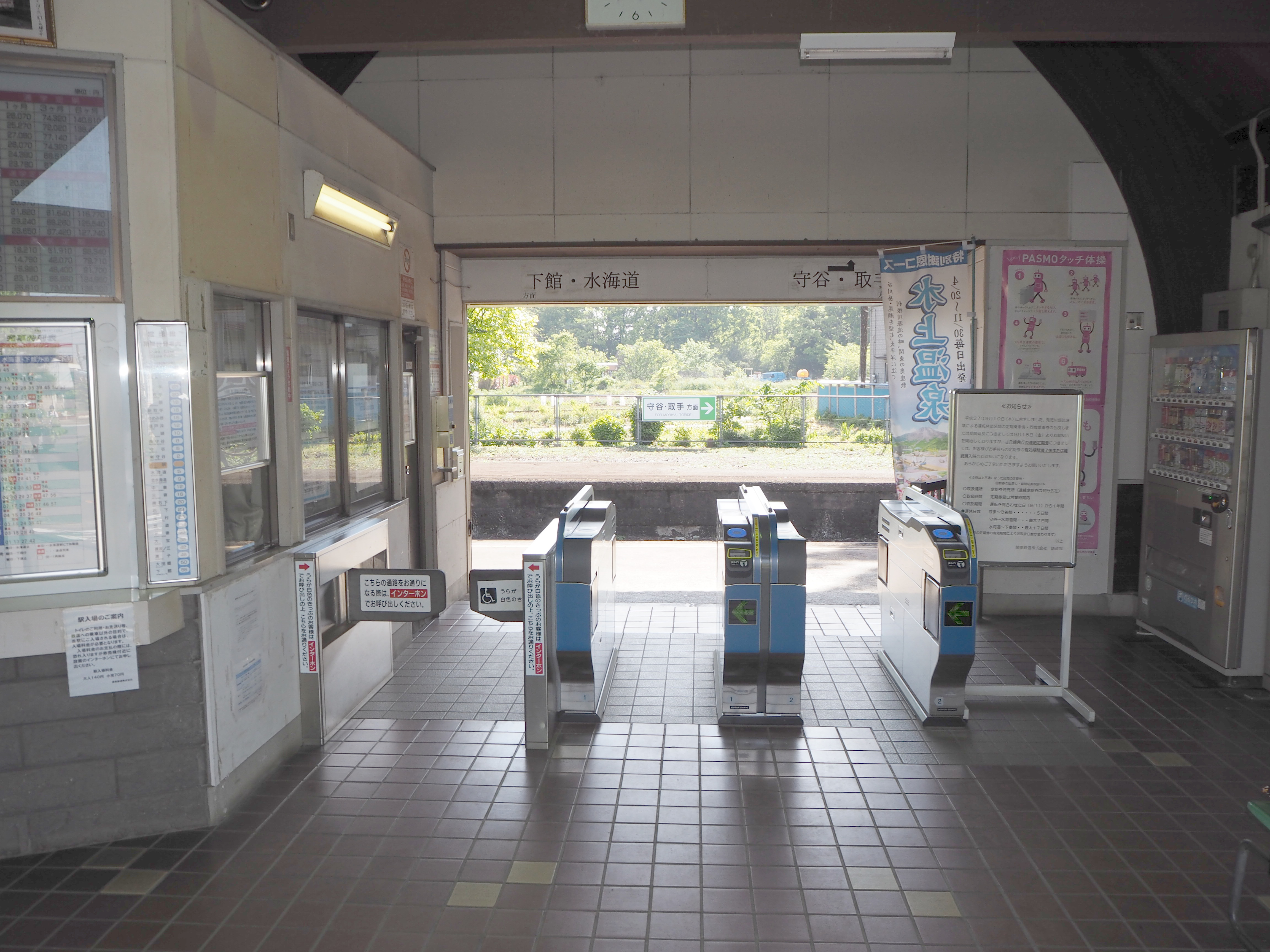
改札口（2016年5月）
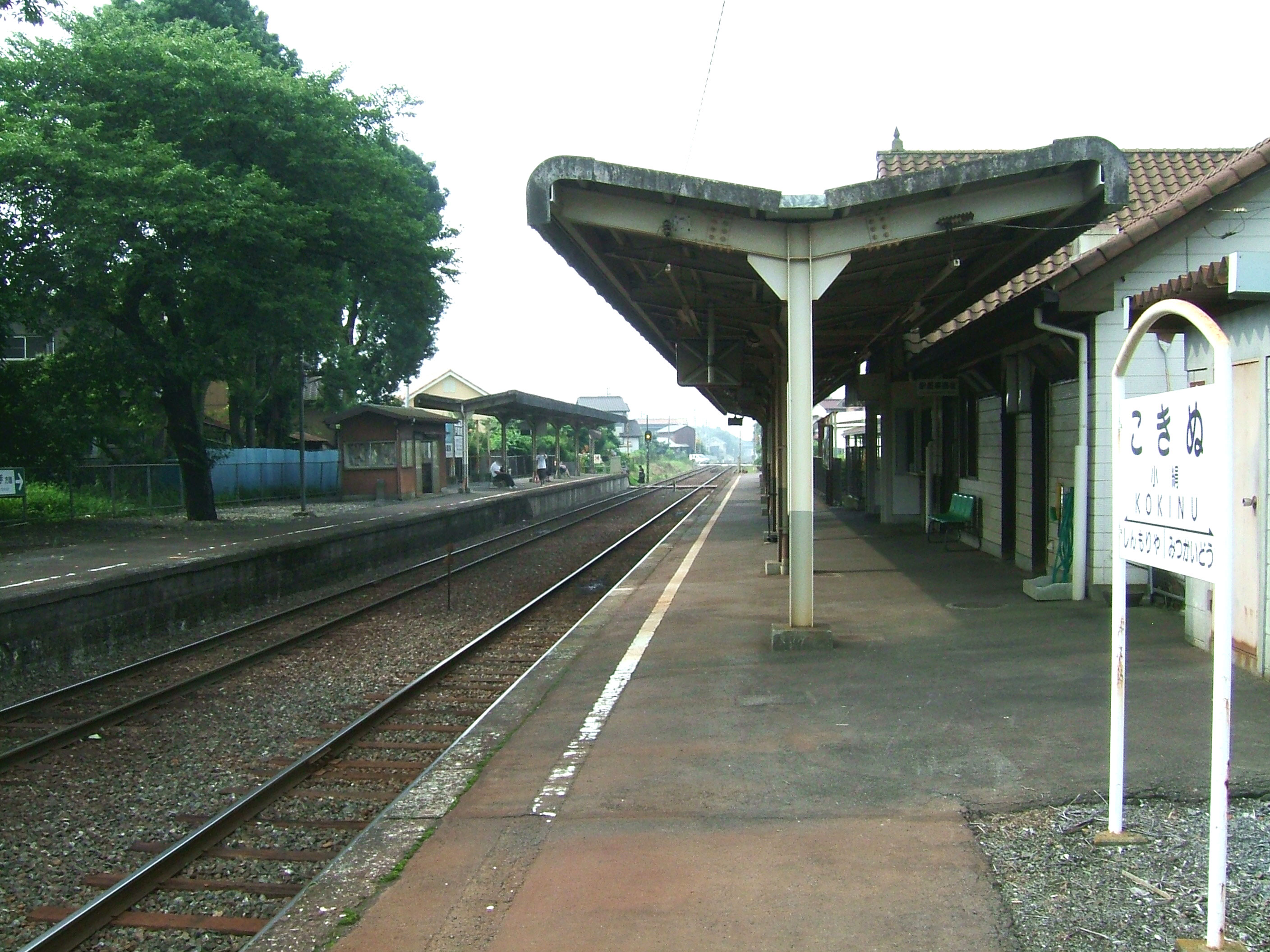
ホーム（2008年7月）

## 当駅における運行形態
- 上り（新守谷・守谷・戸頭・取手方面）
  - 日中は概ね1時間に3本の普通列車（取手行、一部守谷行）が停車する[7]。
- 下り（水海道・石下・下妻・下館方面）
  - 日中は概ね1時間に3本の普通列車（水海道行、下館行）が停車する。一部時間帯は、下館行の列車でも水海道駅で乗り換えが必要な列車も設定されていて[注釈 1]、夜間には下妻行の列車も設定されている[7]。

## 利用状況
乗降人員は下表のとおりである。
| 年度   | 1日平均 乗車人員 | 1日平均 乗降人員 |
| ------ | ---------------- | ---------------- |
| 2002年 |                  | 1,871            |
| 2003年 |                  | 1,925            |
| 2004年 |                  | 1,919            |
| 2005年 |                  | 2,016            |
| 2006年 |                  | 2,008            |
| 2007年 | 912              |                  |
| 2008年 | 944              |                  |
| 2009年 | 947              |                  |
| 2010年 | 891              | 1,842            |
| 2011年 | 878              |                  |
| 2012年 | 905              | 1,874            |
| 2013年 | 920              | 1,906            |
| 2014年 | 937              | 1,937            |
| 2015年 | 915              | 1,888            |
| 2016年 | 942              | 1,948            |
| 2017年 |                  | 1,988            |
| 2018年 |                  | 1,961            |
| 2019年 |                  | 1,853            |
| 2020年 |                  |                  |
| 2021年 |                  |                  |
| 2022年 |                  | 1,738            |

## 駅周辺
駅舎と出入口は西側にのみ設置されている。駅前にはロータリーがあるほか、駐輪場も設けられている。
国道294号を挟んで北西に小絹地区の中心部、南西に常総ニュータウン絹の台が位置する。南には筒戸地区が広がる。
- 常総ニュータウン
  - 絹の台
    - 絹の台桜公園
    - アミティ桜公園団地（絹の台三丁目）
    - つくばみらい市立小絹中学校

  - きぬの里 (常総市)
- つくばみらい市立小絹小学校
- ケーズデンキ つくばみらい店
- ダイソー 茨城谷和原店
- ゴルフパートナー 谷和原インター店
- 小絹八坂神社
- 小絹郵便局

- 国道294号
- 常磐自動車道谷和原インターチェンジ
- ピザハット谷和原店

### バス路線
駅前ロータリーより、つくばみらい市のコミュニティバス「みらい号」の「地区間西ルート」、「小絹ルート」が発着する。地区間西ルートは1日2本、小絹ルートは守谷駅東口行きが1日2本(小絹駅発着は4回)、小絹駅行きが1日7本(内小絹駅始発が5本)が運行されている。運行は関東鉄道が受託している。
- 地区間西ルート　 谷和原庁舎・みらい平駅経由、伊奈庁舎行き。
- 小絹ルート(周回)　 小絹駅始発(一部守谷駅東口始発) 第一病院前・小絹コミセン入口経由、小絹駅(一部守谷駅東口)行き。

2024年（令和6年）4月より常総市のコミュニティバスであるJOY BUSの「豊岡・菅生ルート」「内守谷・坂手ルート」「南部通勤通学ライナー」が発着している。

## その他
「ぬ」で終わる駅名は当駅と甲奴駅（こうぬ）（JR西日本）しかない。

## 隣の駅
関東鉄道
■常総線
■快速
通過
■普通
新守谷駅 - 小絹駅 - 水海道駅

### 記事本文